# 杨士惠
杨士惠（1911年12月—1987年11月），字润生，男，北京人，中国牙雕艺术家，中国工艺美术大师，中国美术家协会理事，第三、五、六届全国人大代表。